# Square Gérard van Caulaert
Le square Gérard van Caulaert est une place faisant partie de la commune de Saint-Gilles (Bruxelles).

## Historique
Ce square, conçu et réalisé entre 1951 et 1953, a été créé par la société coopérative Le Foyer Saint-Gillois,. Il se présente comme une longue impasse, avec un espace vert d'un côté de la rue, donnant sur le n°162 de la rue Émile Féron, enclavée entre les rues Théodore Verhaegen, Fernand Bernier et de Bosnie. 
Huit immeubles d'architecture homogène, s'élevant sur quelques étages, en briques rouges (briques de Boom dites Klampsteen issues des gisements d'argile limoneuse de la région d'Anvers), sont disposés symétriquement autour de cette impasse et de ce square. L'emplacement était précédemment occupé par un bâti de la fin du XIXe siècle, et par une vingtaine de serres. 
Ces bâtiments des années 1950 ont bénéficié de travaux de rénovation en 2002.
Gérard van Caulaert, donnant son nom au square, est un ancien échevin des Travaux publics de Saint-Gilles de 1936 à 1947.

## Les architectes
La conception globale des immeubles et du square est signée des architectes Roger Dejeneffe et Joseph Thomas. Ces mêmes architectes sont à l'origine du square Charles Jordens, très proche, construit en 1959, et du square Baron Alfred Bouvier construit en 1955-1958. Ils sont aussi à l'origine de la station-service située place Hermann Dumont 4, toujours à Saint-Gilles, à côté du square Baron Alfred Bouvier. Une station-service d'un style caractéristique  avec ses fenêtres en longueur, ses couleurs rouge et blanche, son auvent en béton arrondi et ses mâts porte-drapeaux. On retrouve une station fort ressemblante dans les bandes dessinées d'Henri Vernes : son héros Bob Morane venait y réapprovisionner sa jaguar... Henri Vernes habitait effectivement ce quartier dans ces années 1950. Les deux architectes Dejeneffe et Thomas ont procédé par petites touches et îlots dans le tissu urbain existant, loin de la politique de la « table rase » qui a, à la même époque, défiguré d'autres quartiers bruxellois,.